# Nymphoides aurantiaca
Nymphoides aurantiaca är en vattenklöverväxtart som först beskrevs av Dalz., och fick sitt nu gällande namn av Carl Ernst Otto Kuntze. Nymphoides aurantiaca ingår i släktet sjögullssläktet, och familjen vattenklöverväxter. Inga underarter finns listade i Catalogue of Life.